# 白井悠介
白井 悠介（日语：／ Shirai Yūsuke，1986年1月18日—）是日本男性声優和YouTuber。出身於長野縣。隸屬於EARLY WING。AMUSEMENT MEDIA綜合學院聲優學科畢業。

## 人物介紹
興趣及專長是飛鏢、足球和保齡球，以前在保齡球館做過兼職。
三兄弟中的次男，因為哥哥想成為聲優，所以自己也受到影響，立志成為聲優。
最喜歡的動畫是星空清理者。
非常喜歡喝可樂。喜歡的食物是回鍋肉和天狗牌牛肉乾，討厭的食物是芫荽。喜歡的顏色是深綠色。
在《美男高校地球防衛部LOVE！》第一次出演主要角色。
2019年，以催眠麥克風名義獲得第13次聲優Awards歌唱賞。
2020年3月25日，開設自身的YouTube頻道。

## 演出作品

### 電視動畫
2011年
- 未來日記（學生）

2012年
- 聖靈家族 -La storia della Arcana Famiglia-（ジョルジョ）
- 來自新世界（樫村、無名）
- 鄰座的怪同學（寺島、男學生A、男學生B）

2013年
- 黑色嘉年華（偽リッスン）
- 我是國王（動物）
- 穿透幻影的太陽（岸田修治）
- 銀之匙 Silver Spoon（西倉亮）
- 青春紀行（前輩男子B）
- Little Busters! 〜Refrain〜（學生B）
- 鑽石王牌（アキオ）
- 魔奇少年（街上的人們）
- 我要成為世界最強偶像（工作人員）
- 眼鏡部！（學生、錢場誠、鈴木一夫）

2014年
- 魔女的使命（尾濱）
- 魔法戰爭（男學生、引路人的魔法師）
- 即使如此世界依然美麗（小拉尼·泰晤士）

2015年
- ガンバレー部NEXT!（日语：ガンバレー部NEXT!）（柳田將洋）
- Chaos Dragon 赤龍戰役（百鬼隊員）
- 魔鬼戀人 MORE,BLOOD（路克斯）
- 無頭騎士異聞錄 DuRaRaRa!!×2 轉（天堂奴隸、串高生）
- 美男高校地球防衛部LOVE！（鳴子硫黄[4]）

2016年
- Divine Gate（珀西瓦里、男子、評議會重臣、史爾特爾）
- 莉露莉露妖精～妖精之門～（Fairilu Goal、彼岸、梅什、螳郎、洋蔥、花花、主持人、龍套兵B）
- orange橘色奇蹟（池田）
- 半田君傳說（花田慶）
- 美男高校地球防衛部LOVE！LOVE！（鳴子硫黄）
- 野球少年（唐木恭介）
- 槍彈辯駁3 －The End of 希望峰學園－ 絕望篇（學生會）
- 雨色可可 in Hawaii（香克 Osman）

2017年
- 猜謎王（向井亮太）
- 獨占我的英雄（弓家侑成）
- 相親對象是強硬問題兒學生（久我宗二）
- aiseki MOGOL GIRL（黑騎士）
- 偶像大師SideM（若里春名[5]）

2018年
- IDOLiSH7（二階堂大和[6]）
- DAME×PRINCE ANIME CARAVAN（密哈爾特）
- 錢進球場（大野雪雄）
- 奴隸區 The Animation（港タキオ）
- 千銃士（霍爾）
- GRAND BLUE碧藍之海（男性的聲音B）
- 宇宙戰艦提拉米蘇II（羅密歐·阿爾法）
- 軒轅劍·蒼之曜（蒙忌[7]）
- 人外的新娘（土清世徹司）
- 偶像大師 SideM 有理由Mini！（若里春名）

2019年
- 就算是爸爸，也想做（油井亮平）
- 明治東京戀伽（澀澤榮一）
- 滿腦都是○○的我沒辦法談戀愛（上原將生）
- RobiHachi（ジマンシー、舊病復發的外星人）
- 放學後桌遊俱樂部（約翰）

2020年
- 淘氣貓2020：家有圓圓？！～我家的圓圓你知道嗎～（木曾小虎）
- A3！ SEASON SPRING & SUMMER（碓冰真澄）
- SHOW BY ROCK!! 活力棉花糖!!（雙循）
- 巨人族的新娘 (ベリ・ベルナル)
- 『催眠麥克風 -Division Rap Battle-』Rhyme Anima（飴村亂數）
- IDOLiSH7 - 偶像星願 - Second BEAT！（二階堂大和）

2021年
- EX-ARM（宮部廣太郎）
- WAVE!!～來衝浪吧!!～（松風裕太）
- SHOW BY ROCK!! STARS!!（雙循）
- 偶像★進行曲（三千院鷹通）
- 戰鬥員派遣中！（戰鬥員六號）
- 轉生成女性向遊戲只有毀滅END的壞人大小姐X（伊昂·史提亞德）
- IDOLiSH7 - 偶像星願 - Third BEAT！（二階堂大和）
- 精靈幻想記（竇拉）

2022年
- 佐佐木與宮野（佐佐木秀鳴）
- BORUTO-火影新世代-NARUTO NEXT GENERATIONS-（舟戶竹筏）
- 白領羽球部（瀧本千空[8]）
- 戀上換裝娃娃（要）
- 東京喵喵NEW（赤坂圭一郎[9]、法蘭索瓦）
- 幕末替身傳說（松平容保[10]）
- 盛開的阿斯諾特莉亞 吸！（アラン《メラヒト》カペル）
- VAZZROCK THE ANIMATION（築二葉）

2023年
- 名偵探柯南（荒垣一平）
- 肌肉魔法使-MASHLE-（洛伊德·凱貝爾）
- 物之古物奇譚（吹枝[11]）
- 『催眠麥克風 -Division Rap Battle-』Rhyme Anima +（飴村亂數[12]）
- 某大叔的VRMMO活動記（風見彌[13]）
- 全力兔（業務兔[14]）

2024年
- 月刊妄想科學（三郎[15]）
- 如果30歲還是處男，似乎就能成為魔法師（六角祐太[16]）
- 吸血鬼男子宿舍（神樂坂寶[17]）
- 異世界悠閒紀行～邊養娃邊當冒險者～（巧[18]）
- 多數欠（セラフィエル[19]）
- BLUE LOCK 藍色監獄 VS. U-20 日本代表隊（蛇來彌勒[20]）

2025年
- 黃昏旅店（大外聖生[21]）
- 全力兔（第2期）（業務兔[22]）

### 劇場版動畫
2018年
- PEACE MAKER鐵（三浦）

2019年
- 翻閱歎異抄（日语：歎異抄をひらく）（燈念）

2023年
- 劇場版IDOLiSH7-偶像星願- LIVE 4bit BEYOND THE PERiOD（二階堂大和[23]）

2025年
- 美男高校地球防衛部ETERNAL LOVE！（鳴子硫黃[24]）
- 電影版『催眠麥克風 -Division Rap Battle-』（飴村亂數[25]）
- IDOLiSH7-偶像星願- First BEAT! 劇場總集篇 前篇（二階堂大和[26]）
- IDOLiSH7-偶像星願- First BEAT! 劇場總集篇 後篇（二階堂大和[26]）

### OVA
2017年
- 美男高校地球防衛部LOVE！LOVE！LOVE！（鳴子硫黃）

### 網路動畫
2016年
- Historical（沖田總司）

2017年
- 夢王國與沉睡中的100位王子殿下 短篇動畫（多羅列）

2016年
- IDOLiSH7 Vibrato（二階堂大和）

2024年
- 與聲優夜遊 ANIMATION[27]
- GIRLS' FIST!!!! GT[28]

### 外語配音
- 樂高未來騎士團（ヒーハー）

### 遊戲
2011年
- 聖靈家族 -La storia della Arcana Famiglia-
- 閃亂神樂

2012年
- Soul Master
- 魔界戰記 D2（日语：ディスガイア D2）

2013年
- 大奥801（春日局[29]）
- （宮市翼[30]）
- 此劍即君（日语：剣が君）（鼓法眼[31]）
- 魔龍寶冠（羅尼）
- 魔女與百騎兵（マーシュ）

2014年
- 聖靈家族 （[32]）
- （御子柴琉生[33]）

2015年
- I★chu（三千院鷹通[34]）
- IDOLiSH7（二階堂大和[35]）
- 偶像大師 SideM（若里春名）
- 魔法使與黑猫維茲（ユキヤ）
- Chaos Dragon 混沌戰爭（ティッカニ）
- （Zenox[36]）
- 此劍即君（日语：剣が君） for V（鼓法眼[37]）
- 栽培少年（ローレル）
- （愛川悠作）
- 閃亂神樂 ESTIVAL VERSUS -少女們的選擇-
- 戰國陰陽師（東皇太一[38]）
- 灰色都市 32名嫌疑人（秋山健二[39]）
- 美男高校地球防衛部LOVE! GAME!（鳴子硫黄[40]）
- POSSESSION MAGENTA（日语：POSSESSION MAGENTA）
- 夢王國與沉睡中的100位王子殿下（達央、[41]）
- 雷子（凌統[42]）
- （三上真之介）

2016年
- 赤砂墜落之月（仲紹）
- 美男革命◆愛麗絲與戀之魔法（弗蘭=瑞比）
- VALKYRIE ANATOMIA -THE ORIGIN-（日语：ヴァルキリーアナトミア -ジ・オリジン-）（貞光）
- 英國偵探Mysteria The Crown（日语：英国探偵ミステリア）（威廉・H・華生〈華生Jr.〉[43]）
- 此劍即君（日语：剣が君） 百夜綴（鼓法眼[44]）
- 召喚夜響曲6 消逝的境界（Kir[45]）
- Stand My Heroes（檜山貴臣）
- Steam Prison（Eltcreed Valentin[46]）
- 蒼空的解放者（ロラン[47]）
- 為了誰的鍊金術師（リガルト）
- DIABOLIK LOVERS LUNATIC PARADE
- 戀上抖S～套房中的秘密支配～（鳴・塔倫提諾[46]）
- Dragon Genesis -聖戰之絆-（亞圖姆）
- 被薔薇掩蓋的真實（日语：薔薇に隠されしヴェリテ）（路易十六[48]）
- BEAST Darling!〜獸耳男子和秘密宿舍〜（熊谷千歲[49]）
- Period Cube 〜鳥籠的阿瑪迪斯〜（日语：ピリオドキューブ 〜鳥籠のアマデウス〜）（Ars[50]）
- 輝星之亂（珀西瓦里[51]）
- 如果、這個世界有神的話。

2017年
- 在茜色的世界中與君詠唱（赤烏[52]）
- Akashic Re:cords（日语：アカシックリコード）（沖田総司、明智小五郎）
- アニドルカラーズ（不知火颯）
- A3！（碓冰真澄）
- エンドライド -X fragments-（日语：エンドライド）（エディ）
- スチームプリズン(SteamPrison) （エルトクリード・ヴァーレンティン）
- 足球小將翼〜夢幻隊伍〜（日语：キャプテン翼 (ゲーム)）（スアレス）
- Side Kicks!（シシバ）
- 神式一閃 カムライトライブ（フブキ）
- スタレボ☆彡 88星座のアイドル革命（天動希望）
- スチームプリズン -七つの美徳-（エルトクリード・ヴァーレンティン）
- 天下統一恋の乱 Love Ballad（藤林弦夜）
- ハジメテ彼氏改造計画（つかさ）
- 100日公主美男宮殿現代樂章（諾亞=萊茵哈特）
- Blackish House ←sideZ（村杜陽月）
- 馭時之輪（聞仲、レオ、ヘリオス）
- 偶像大師SideM LIVE ON ST@GE!（若里春名）
- 怪盜夜想曲（日语：怪盗夜想曲）（イヴァン・クツーゾフ）
- 巴哈姆特之怒（阿波羅）
- 碧藍幻想（モルドレッド）
- 誰ソ彼ホテル（大外聖生）
- 動物偶像（不知火颯）

2018年
- IDOLiSH7 Twelve Fantasia!（二階堂大和）
- Majestic☆Majolical（アウイン）
- 千銃士（ホール）
- 世界末日症候群（神代壬生）
- WolfToxic～當心狼男～（三峯伊吹）
- ダッシュ!（クリス）
- CARAVAN STORIES（ガレガ）
- LibraryCross∞（アルヴァ）
- 偶像幻想IDOL FANTASY（矢吹颯斗）
- 闇影詩章（安息的信徒、白堊龍騎士、歐西里斯）
- Atelier Online: Alchemists of Braceir（日语：アトリエオンライン 〜ブレセイルの錬金術士〜）（Valerian）
- 代達洛斯：黃金爵士樂的覺醒（ベン）
- 宮廷女官（男主角）
- 幽☆遊☆白書100%認真戰鬥（刃霧要）
- 戦国大河-天下統一シミュレーション-（石田三成）
- 食之契約（黃山毛峰）

2019年
- 星鳴エコーズ（大文字恵吾）
- Food Fantasy（綠咖哩、黃山毛峰茶）
- BUSTAFELLOWS（スケアクロウ）
- 桃源郷ラビリンス（楽々森類）

2020年
- 明日方舟（孑）
- 催眠麥克風 -Alternative Rap Battle-(飴村亂數)

2024年
- 鳴潮（克里斯托弗）

時間未定
- WAVE!!（松風ユータ）
- Palette Parade（歌川廣重）
- 乙女剣武蔵（武蔵坊弁慶）
- 眠りと境界のアルカナ～Arcana; Boundless Horizon～（Alice）
- 英語とクイズのココロセカイ（テノール）
- 愛麗絲的衣櫃（クロ）

### 應用程式
2016年
- （結城怜央）
- （優希人）
- （優希人）

2017年
- グッズ交換アプリ『ゆずもと』（ゆず）
- 茜さすセカイでキミと詠う (赤烏)

2018年'
- OKOS（朝日向汀）

### 電視節目
- （2014年12月20日、2015年6月20日 - [53]）
- （东京电视台、2015年1月4日[54]）
- （东京电视台、2015年1月12日、2015年5月4日、2015年5月11日[55]）
- Voice Bar 'S #6（NOTTV1、2015年2月2日[56]）
- （東京電視台、2015年3月12日&2015年3月19日[57]）

### 電子漫畫
2012年
- BeeTV 近距離戀愛

2013年
- BeeTV 她愛上了我的謊（篠原心也[58]）
- PEACE MAKER鐵 油小路編（三浦）
- UULA 小螢的青春（手嶋誠[59]）

2015年
- UULA 刺青教父（日语：ギャングキング）

### Voice Drama
2016年
- 尋找身體（袴田武司[60]）

### 廣播節目
- （音泉：2013年10月9日 - 2015年7月1日）
- （AG-ON：2015年6月5日 - 7月31日、超!A&G+：2015年6月6日 - 8月1日〈全9回〉[61]）
- （：2015年9月24日 - ）
- （文化放送：2015年10月3日 - ）
- （大阪放送：2016年1月1日 - ）
- （文化放送モバイルplus：2016年2月6日 - 27日）
- 偶像大師 SideM Radio 315 Pro Night!（日语：アイドルマスター SideM#Webラジオ）（niconico直播：2016年4月6日 - 6月24日）

### 網路電視
- （niconico直播：2014年12月11日 - ）
- AMAZING SOUL LABO RADIO（HiBiKi Radio Station：2015年1月12日 - 6月29日[62]）
- （niconico直播：2015年6月20日）
- （niconico直播：2015年12月20日 - ）
- （AbemaTV：2016年8月5日 - 10月7日）
- （niconico直播：2016年8月19日）
- （niconico直播、LINE LIVE、FRESH! by AbemaTV、YouTube Live：2016年10月9日）
- （niconico直播：2016年10月18日）

### BD・DVD
- （2013年）
- 美男高校地球防衛部LOVE! LIVE!（2015年）
- THE IDOLM@STER SideM 1st STAGE 〜ST@RTING!〜（2016年）

### CD

#### 廣播劇CD
2013年
- （宮市翼[63]）
- 靈感少女（山田[64]）

2015年
- THE IDOLM@STER SideM ST@RTING LINE（若里春名）
  - 03 Beit
  - 04 High×Joker
- （南雲新）※Sho-Comi24號附錄
- （井樱大河[65]）

2016年
- （和泉聰一郎[66]）

2017年
- 押しかけ親友ドラマCD トゥッティ!フルッティ!!（日语：江口拓也・西山宏太朗 今夜も眠らせない…禁断尻ラジオ）
  - 上巻 ～雨宮楓のありえない目覚め～
  - 下巻 ～佐竹結城のありえない目覚め～
- 劇的奇想音盤 艶漢（森園英一郎）
- 催眠麥克風-Division Rap Battle-（飴村亂數）

2018年
- 佐々木と宮野（佐々木秀鳴）
  - 月刊コミックジーン2月号付録
  - 月刊コミックジーン11月号付録
- 『DOUBLE DARE STORIES』side NESH（JK）
- 誰かこの状況を説明してください！～契約から始まったふたりのその後～（ロータス）

#### BLCD
2013年
- NightS（須永）

2015年
- （近松）
- （新垣）

2016年
- （奧園修治〈高校時代〉[67]）
- 系列（五月女慧斗）
  - [68]
  - [69]
- （副部長）
- （李[70]）
- （田上[71]）
- （千種咲夜）
- （岡田、楢崎兄）

2017年
- （藤亞）
- （吉井諄）
- （星間慈音）

#### Situation CD
2013年
- （冷川零兒[72]）

2015年
- （雲母嗣音）
- （和泉聰一郎）

2016年
- ※Animate Online Shop限定特典
- 妄想VoiceCD系列（德永誠一郎）

#### 音樂CD
| 發行日期 | 名稱                                                                          | 名義 | 歌曲 | 商業搭配                                         |
| 2015年   | 2015年                                                                        | 2015年 | 2015年 | 2015年                                           |
| -------- | ----------------------------------------------------------------------------- | --- | --- | ------------------------------------------------ |
| 1月21日  | ☆Fallin'LOVE☆                                                                 | 地球防衛部［箱根有基（山本和臣）、由布院煙（梅原裕一郎）、鬼怒川熱史（西山宏太朗）、鳴子硫黄（白井悠介）、藏王立（增田俊樹）］ | 「☆Fallin'LOVE☆」 「Just going now!!」 | 電視動畫『美男高校地球防衛部LOVE！』片頭曲       |
| 2月18日  | 美男高校地球防衛部LOVE! 角色歌CD1 Battle Lovers SONGS ～LOVE Shower!～        | 鳴子硫黄（白井悠介） | 「」 | 電視動畫『美男高校地球防衛部LOVE！』角色歌       |
| 4月29日  | 美男高校地球防衛部LOVE! 角色歌CD3 地球防衛部 DUET SONGS ～LOVE Making!～      | 鳴子硫黄（白井悠介）＆藏王立（增田俊樹） | 「Sync a Think」 | 電視動畫『美男高校地球防衛部LOVE！』角色歌       |
| 7月22日  | THE IDOLM@STER SideM ST@RTING LINE -04 High×Joker                             | High×Joker［伊瀨谷四季（野上翔）、秋山隼人（千葉翔也）、若里春名（白井悠介）、冬美旬（永塚拓馬）、榊夏来（渡邊紘）］ | 「HIGH JUMP NO LIMIT」 「JOKER↗」 「DRIVE A LIVE（High×Joker ver.）」 | 遊戲『偶像大師 SideM』角色歌                     |
| 8月19日  | 美男高校地球防衛部LOVE! NEW SONG 「Let's Go!! LOVE Summer♪」                  | 地球防衛部［箱根有基（山本和臣）、由布院煙（梅原裕一郎）、鬼怒川熱史（西山宏太朗）、鳴子硫黄（白井悠介）、藏王立（增田俊樹）］ | 「Let's Go!! LOVE Summer♪」 「LOVE FRIENDS」 | 電視動畫『美男高校地球防衛部LOVE！』角色歌       |
| 11月27日 |                                                                               | 雲母嗣音（白井悠介） | 「Unanalyzable（！Version）」 「Unanalyzable（Version）」 |                                                  |
| 12月2日  | MONSTER GENERATiON                                                            | IDOLiSH7［七瀬陸（小野賢章）、和泉一織（增田俊樹）、二階堂大和（白井悠介）、和泉三月（代永翼）、四葉環（KENN）、逢坂壯五（阿部敦）、六彌凪（江口拓也）］                                                                                | 「MONSTER GENERATiON」 「Joker Flag」 「MEMORiES MELODiES」 | 遊戲『IDOLiSH7』角色歌                           |
| 2016年   |                                                                               | | |                                                  |
| 3月23日  | soleil                                                                        | Lancelot［轟一誠（前野智昭）、赤羽根双海（內田雄馬）、三千院鷹通（白井悠介）］ | 「」 「 Easy days」 | 遊戲『I★chu』角色歌                              |
| 7月7日   | NATSU☆!                                                                       | IDOLiSH7［七瀬陸（小野賢章）、和泉一織（增田俊樹）、二階堂大和（白井悠介）、和泉三月（代永翼）、四葉環（KENN）、逢坂壯五（阿部敦）、六彌凪（江口拓也）］                                                                                | 「NATSU☆!」 | 遊戲『IDOLiSH7』角色歌                           |
| 7月7日   | NATSU☆!                                                                       | IDOLiSH7［七瀬陸（小野賢章）、和泉一織（增田俊樹）、二階堂大和（白井悠介）、和泉三月（代永翼）、四葉環（KENN）、逢坂壯五（阿部敦）、六彌凪（江口拓也）］ feat.TRIGGER［九条天（齊藤壯馬）、八乙女樂（羽多野涉）、十龍之介（佐藤拓也）］ | 「NATSU☆!」 | 遊戲『IDOLiSH7』角色歌                           |
| 7月13日  | THE IDOLM@STER SideM 2nd ANNIVERSARY DISC 01 DRAMATIC STARS & High×Joker      | DRAMATIC STARS［天道輝（仲村宗悟）、櫻庭薰（內田雄馬）、柏木翼（八代拓）］ & High×Joker［伊瀨谷四季（野上翔）、秋山隼人（千葉翔也）、若里春名（白井悠介）、冬美旬（永塚拓馬）、榊夏来（渡邊紘）］                                       | 「」 | 遊戲『偶像大師 SideM』角色歌                     |
| 7月13日  | THE IDOLM@STER SideM 2nd ANNIVERSARY DISC 01 DRAMATIC STARS & High×Joker      | High×Joker［伊瀨谷四季（野上翔）、秋山隼人（千葉翔也）、若里春名（白井悠介）、冬美旬（永塚拓馬）、榊夏来（渡邊紘）］ | 「OUR SONG --」 | 遊戲『偶像大師 SideM』角色歌                     |
| 7月20日  | ☆LOVE IS POWER☆                                                               | 地球防衛部［箱根有基（山本和臣）、由布院煙（梅原裕一郎）、鬼怒川熱史（西山宏太朗）、鳴子硫黄（白井悠介）、藏王立（增田俊樹）］ | 「☆LOVE IS POWER☆」 「Boys Go Straight」 | 電視動畫『美男高校地球防衛部LOVE！LOVE！』片頭曲 |
| 8月17日  | 美男高校地球防衛部LOVE!LOVE! 角色歌CD1 Battle Lovers SONGS ～LOVE Fountain!～ | 鳴子硫黄（白井悠介） | 「Feel it!」 | 電視動畫『美男高校地球防衛部LOVE！LOVE！』角色歌 |
| 8月24日  | i7                                                                            | IDOLiSH7［七瀬陸（小野賢章）、和泉一織（增田俊樹）、二階堂大和（白井悠介）、和泉三月（代永翼）、四葉環（KENN）、逢坂壯五（阿部敦）、六彌凪（江口拓也）］                                                                                | 「MONSTER GENERATiON」 「Perfection Gimmick」 「GOOD NIGHT AWESOME」 「Joker Flag」 「RESTART POiNTER」 「THE FUNKY UNIVERSE」 「MEMORiES MELODiES」 「THANK YOU FOR YOUR EVERYTHING!」 | 遊戲『IDOLiSH7』角色歌                           |
| 8月24日  | i7                                                                            | 二階堂大和（白井悠介）、和泉三月（代永翼）、六彌凪（江口拓也） | 「」 | 遊戲『IDOLiSH7』角色歌                           |
| 9月7日   | 美男高校地球防衛部LOVE!LOVE! 角色歌CD3 地球防衛部 DUET SONGS ～LOVE Attack!～ | 鳴子硫黄（白井悠介）＆藏王立（增田俊樹） | 「-Halfway-」 | 電視動畫『美男高校地球防衛部LOVE！LOVE！』角色歌 |
| 9月21日  | I★chu creation 06.Lancelot                                                    | Lancelot［轟一誠（前野智昭）、赤羽根双海（內田雄馬）、三千院鷹通（白井悠介）］ | 「We are I★CHU!」 「」 | 遊戲『I★chu』角色歌                              |
| 9月23日  |                                                                               | （白井悠介） | 「」 「」 |                                                  |

## 外部連結
- EARLY WING官方簡歷
- 白井悠介的X（前Twitter）
- 白井悠介 EARLY WING Staff Blog
- 白井悠介 Youtube頻道-【公式】しらいむチャンネル （页面存档备份，存于）